# Birgitzköpfl
Das Birgitzköpfl ist eine 1982 m ü. A. hohe Graterhebung am Nordwestrücken der Saile mit rund 20 m Schartenhöhe. Es liegt in den Stubaier Alpen südwestlich von Innsbruck in Tirol.

## Lage und Umgebung
Das Birgitzköpfl befindet sich östlich der Axamer Lizum und südlich von Götzens. Der Hang in die Lizum ist mit einem Doppelsessellift erschlossen, der zur Birgitzköpflhütte südlich des Gipfels führt. Nachbargipfel sind im Südosten die 2404 m hohe Saile und im Westen die 2103 m hohe Pfriemeswand. Auf der gegenüberliegenden Seite der Axamer Lizum befindet sich das Hoadl.
Ein Skiweg führt von hier zur Mutterer Alm im Skigebiet Muttereralmbahn.

## Aufstieg
Der Aufstiegsweg zum Birgitzköpfl führt von der Axamer Lizum nach Osten über einen Wanderweg zur Birgitzer Alm. Von dort noch rund 200 Höhenmeter zum Gipfel. Von der Birgitzköpflhütte, die über einen Weg unterhalb des Sessellifts oder über das Halsl erreichbar ist, ist der Gipfel ebenfalls schnell erreichbar. Im Winter ist der Berg Ziel von Skitourengehern mit weniger Erfahrung, mit anschließender Abfahrt nach Axams oder Götzens.